# كريستي جورج
كريستي جورج (بالإنجليزية: Christie George)‏ (10 مايو 1984 - ) هي لاعبة كرة قدم نيجيرية في مركز الهجوم، شاركت في الألعاب الأولمبية الصيفية 2008. وشاركت مع منتخب نيجيريا لكرة القدم للسيدات.

## وصلات خارجية
- كريستي جورج على موقع الاتحاد الدولي (مؤرشف)  (الإنجليزية)
- كريستي جورج على موقع قاعدة بيانات كرة القدم.إي يو (الإنجليزية)
- كريستي جورج على موقع Soccerway.com (الإنجليزية)
- كريستي جورج على موقع أوليمبيديا (الإنجليزية)